# 真壁峠
真壁峠（まかべとうげ）は、京都府舞鶴市の西地区と加佐地区とを結ぶ標高約100mの峠である。

## 道路
- 京都府道66号志高西舞鶴線

## 道路の現状
峠の道路幅は、ほぼ1〜1.5車線道路となっており、比較的角度が急目で小回りのカーブが連続している。
その割に、朝晩の通勤時間帯には、加佐地区と西舞鶴地区とを結ぶメイン道路である国道175号線が頻繁に渋滞するため、それを避けるための往来が多い。
なお、都市計画上は一応拡幅計画の遡上にあがっているが、事業化の見通しは全く立っていない。
2017年（平成29年）10月23日から、舞鶴市城屋と舞鶴市久田美の間で、路肩崩壊の災害により、通行止め・閉鎖となっている。

## 歴史
古くは江戸時代から田辺藩主の参勤交代や商用などに使われていた。また大正時代には、舞鶴〜宮津間の鉄道（宮津線）の敷設に際し、当初はこの峠を経て由良川に出て、志高で川を横断して左岸沿いに北上させる計画であった。しかし橋が水流の障害となって引き起こされる洪水への懸念から、上流の住民から反対運動を起こされ、由良川の右岸に沿って北上して河口付近で川を横断する現在のルート（京都丹後鉄道宮舞線西舞鶴駅〜丹後神崎駅）に改められた。

## 備考
峠の頂上が薄暗いためか、昭和期には、頂上付近で首吊り自殺をするものが多いとされ、自殺の名所として知られていた。